# Jürgen Golle
Jürgen Golle (* 4. November 1942 in Zwickau) ist ein deutscher Komponist und Hochschullehrer.

## Leben
Jürgen Golle wuchs in Steinpleis auf, wo er von 1949 bis 1954 die Grundschule besuchte. Sein Vater war im Zweiten Weltkrieg gefallen. In Werdau nahm er Gesangs- und Klavierunterricht. Von 1954 bis 1958 war er Mitglied des Leipziger Thomanerchors und besuchte die Thomasschule. 1958 kehrte er nach Zwickau an die Gerhart-Hauptmann-Oberschule zurück. Ab 1959 arbeitete er als Hilfsarbeiter und Hilfsschlosser am Zwickauer Zentralinstitut für Fertigungstechnik und legte 1962 nach Besuch einer Abendschule sein Abitur ab. Von 1962 bis 1966 studierte er die Fächer Musik und Deutsch am Pädagogischen Institut Zwickau sowie von 1965 bis 1969 bei Wilhelm Weismann an der Hochschule für Musik und Theater „Felix Mendelssohn Bartholdy“ in Leipzig. In den Fächern Musiktheorie und Tonsatz unterrichtete Golle ab 1967 an der Pädagogischen Hochschule Zwickau. Sein Staatsexamen als Komponist und Pädagoge für Musiktheorie bestand er 1969. 1972 erhielt er einen zusätzlichen Lehrauftrag an der Leipziger Musikhochschule. Ab 1979 war er als Oberassistent an der Pädagogischen Hochschule Zwickau tätig und wurde 1984 nach einem kurzen Auslandsaufenthalt am Konservatorium in Leningrad zum Dozenten mit Lehrtätigkeit für Musiklehre/Tonsatz an der PH Zwickau berufen. 1993 folgte er dem Ruf als Professor an die Technische Universität Chemnitz. Golle befindet sich seit 2005 im Ruhestand. Er lebt in Zwickau.

## Kompositionen
Golle komponierte Instrumental-, Vokal- und Orchesterwerke. Von besonderer Bedeutung sind seine Chorwerke.
- Villaneske Lieder für gemischten Chor a cappella (1974–1996)
- Drei kleine geistliche Motetten für gemischten Chor
- Wie soll ich Antwort geben? – ein Poem für gemischten Chor, Flöte, Pauke und Schlagwerk
- Alte Hüte, 5 Bänkellieder (2001–2002)
- Freude heißt der Kreis (2004)
- Drei Responsorien zur Weihnachtszeit für gemischten Chor a cappella
- Serenade für Zupforchester
- Spaziergang im Park für Zupforchester

## Ehrungen
- 1986: Preis für künstlerisches Volksschaffen II. Klasse[2]
- 1991: Preisträger des V.-E.-Becker Kompositionswettbewerbes in Bad Brückenau
- 1992: 1. Preisträger des Kompositionswettbewerbes des Badischen Sängerbundes
- 1999: Kompositionspreis der Arbeitsgemeinschaft Europäischer Chorverbände (AGEC)
- 2013: Martin-Römer-Medaille der Stadt Zwickau[3]